# 潮音寺 (屏東県)
潮音寺（ちょうおんじ）は、台湾南部の屏東県恒春鎮猫鼻頭にある寺院。太平洋戦争での戦没者を弔うために建立され、フィリピン諸島との間のバシー海峡を臨む位置にある。

## 概要
1981年8月に、猫鼻頭の高台に建てられた約100坪の2階建ての白亜の仏堂で、釈迦牟尼仏像が奉祀されている。前庭には、高さ約2mのブロンズ製の観音像が黒大理石の台座の上に安置されている。太平洋戦争中、バシー海峡は日本本土と南方（東南アジアや華南）を結ぶ重要な航路であったため、航行する船舶が潜水艦を中心とするアメリカ海軍の熾烈な攻撃を受けて「輸送船の墓場」と化し、台湾南部の海岸にも犠牲者の遺体が多数漂着した。潮音寺は、日本軍を始め、この付近の海域で撃沈された船舶や艦艇と共に海没した万国の人々を慰霊するために建立された。
寺の建立は、太平洋戦争中の1944年に、バシー海峡で米軍の潜水艦によって撃沈された輸送船「玉津丸」の数少ない生存帰還者である中嶋秀次（2013年に死去）の「仲間の慰霊をしたい」という強い熱意と、それに共鳴した台湾の民間の人々の協力によってなされた。敷地の購入や建築費用には中嶋の私財のほか遺族からの寄付が充てられた。
2009年、潮音寺の土地が第三者に売り渡されたことによって、潮音寺が取り壊される可能性があると指摘されていたが、裁判・和解を経て2015年には潮音寺関係者が地権者になっている。潮音寺は2015年8月時点で、建物の老朽化により維持が難しい状態になっていると報道された。かつて中嶋が慰霊塔の適地を探し歩いている時に出会って志に共鳴し、寺建立に協力した呉昭平、鐘佐栄夫妻が私財を投じて修復し、2016年から台湾在住の日本人らによる慰霊祭が行われている。

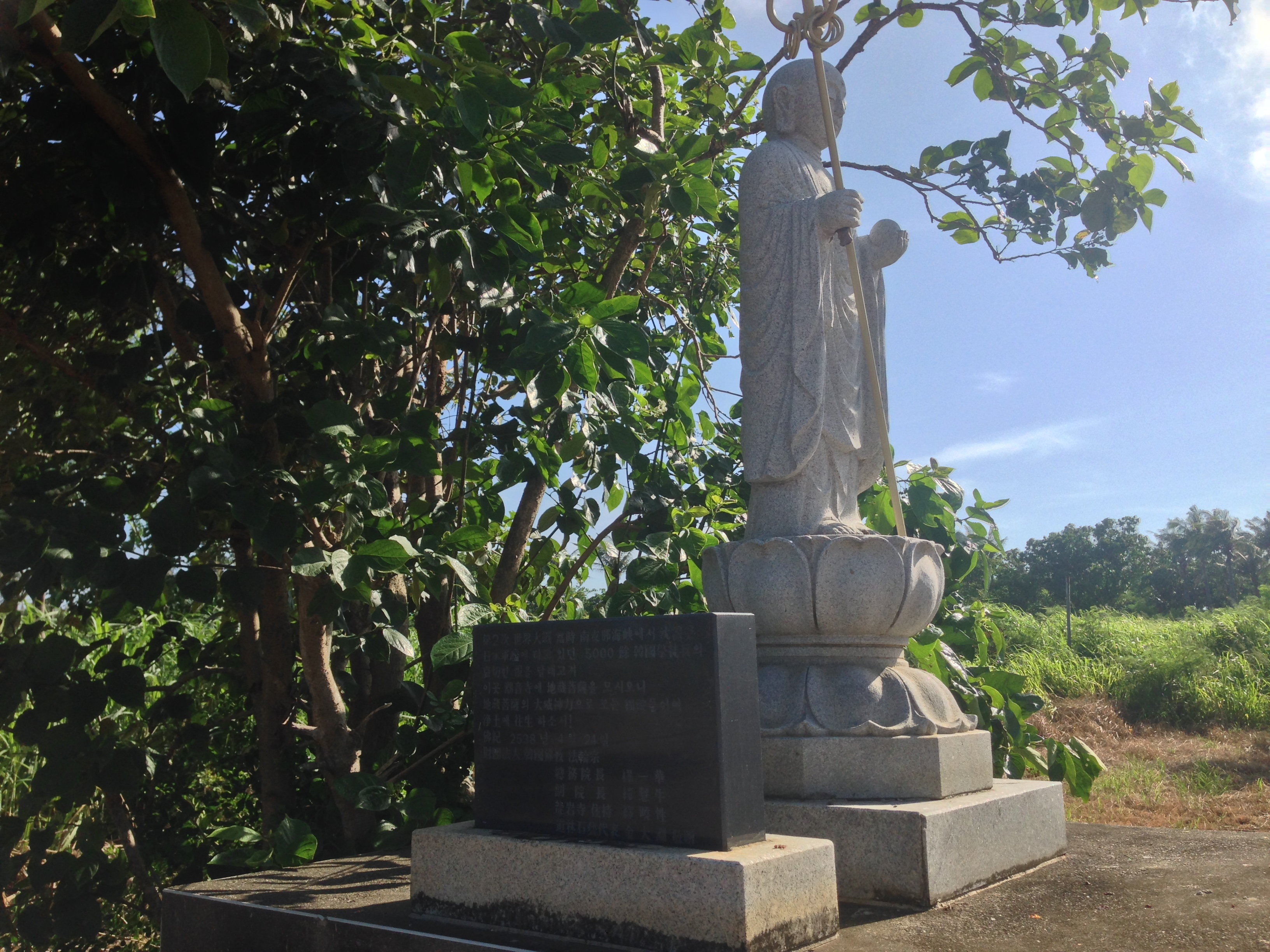
地藏王像
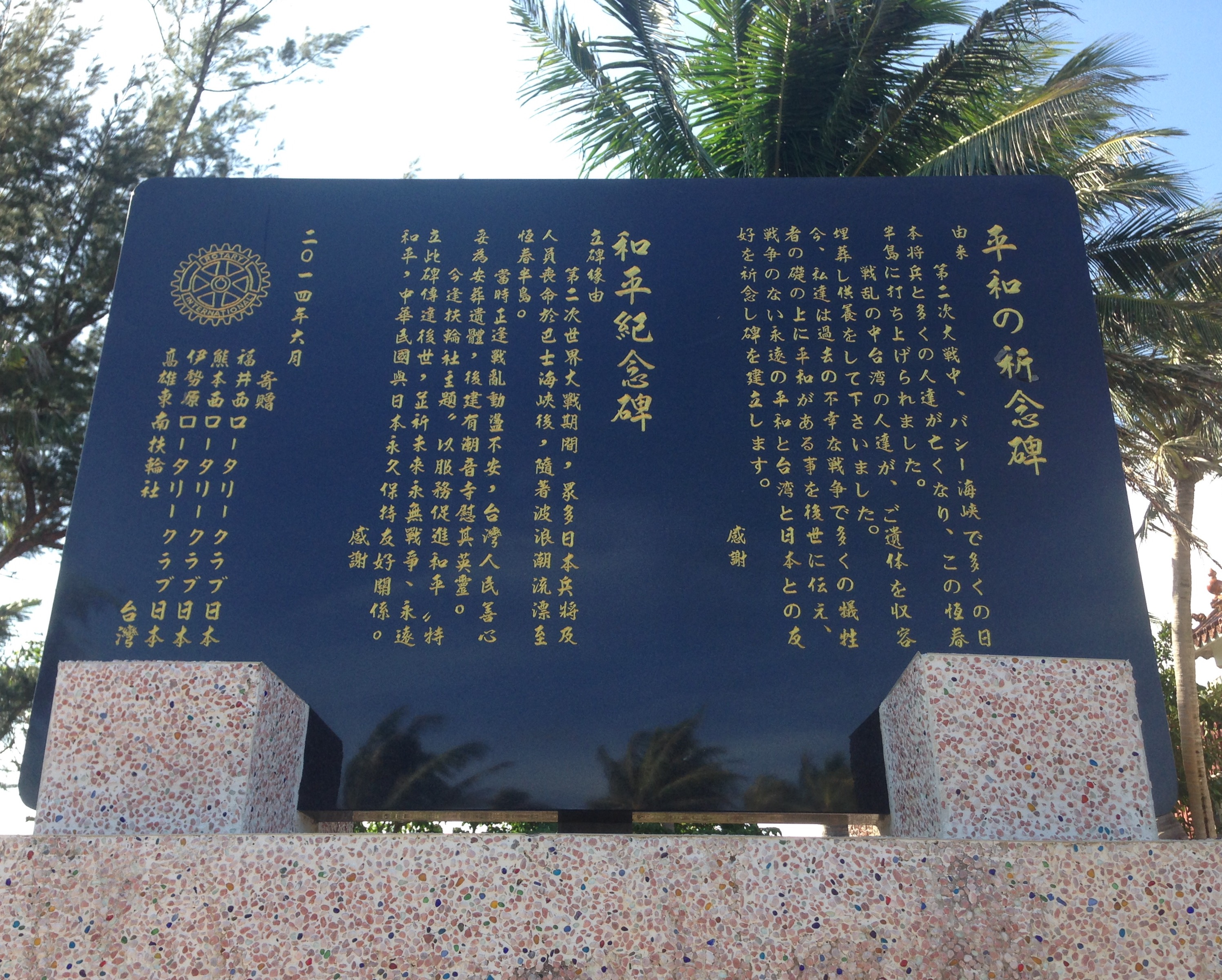
和平紀念（平和祈念）碑文
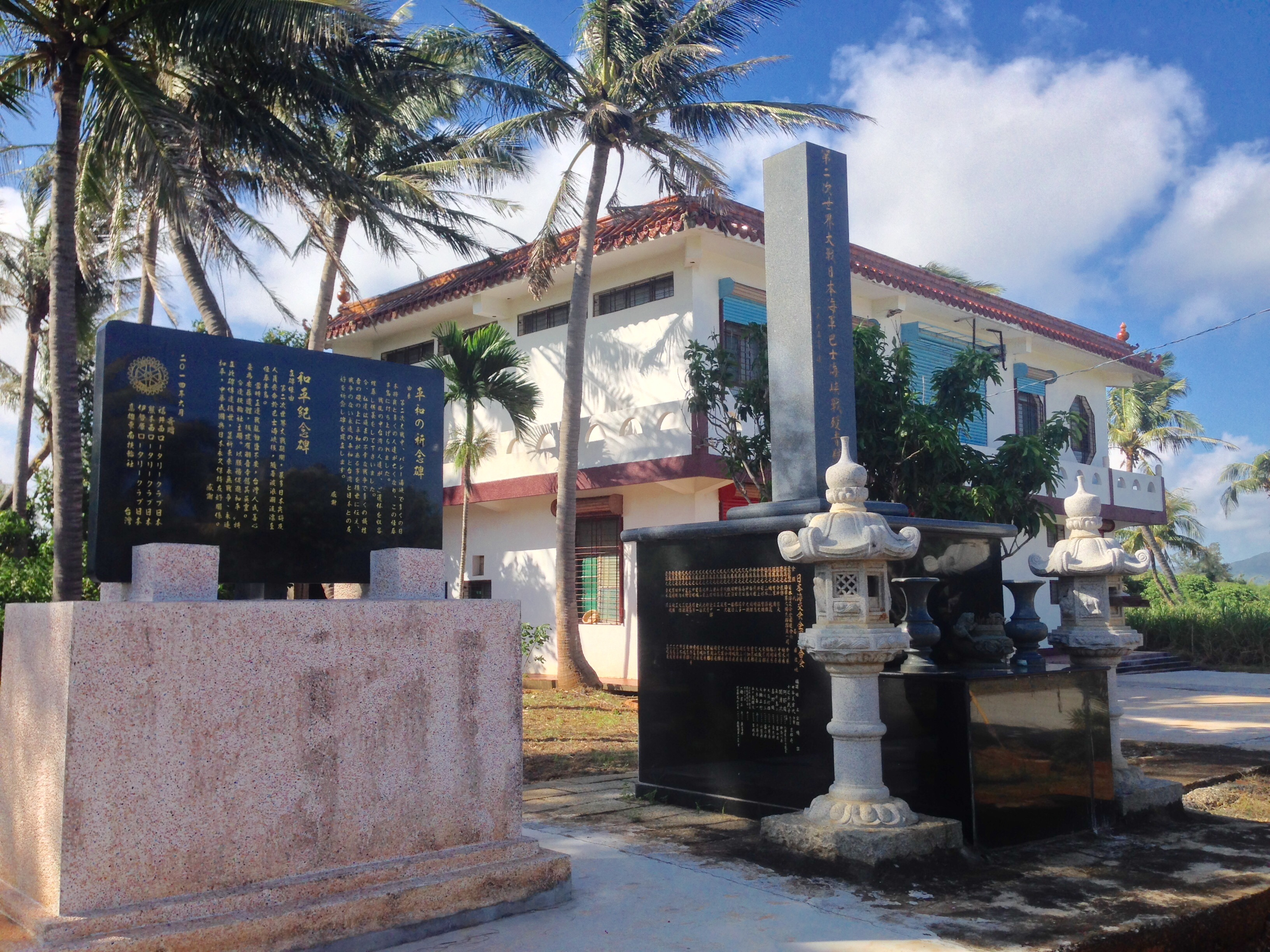
潮音寺と平和祈念碑

## アクセス
所在地は、台湾 屏東県恒春鎮下泉路72号。特に目印はなく、目立つような建物でもない。常駐人が居らず普段は開放されていないため、公式サイトでは来訪の折には事前の連絡を求めている。